# Палеонтология в Казахстане
Систематические исследования по палеонтологии в Казахстане были начаты 1946 году; по инициативе К. И. Сатпаева и В. С. Бажанова организована лаборатория палеобиологии в Институте зоологии АН КазССР. Казахстанскими палеонтологами были открыты и исследованы свыше 50 мест находок ископаемых животных и растений: Акеспе (Северный Арал), Шынтузсай, Караторгай, Шалкартениз, Кушик (Тургайская ложбина), Мынескисуйек, Кызылкия, Шах-шах, Жайрем, Асказансор (Центральный Казахстан), «Гусиный перелёт», Жайсанская впадина и другие. В них найдены остатки свыше 750 растений и 600 животных, исследованы ранее неизвестные 150 видов животных и более 200 видов растений. Коллекции ископаемых растений и животных хранятся в Геологическом музее и Музее природы Института зоологии.

## Ископаемые животные
В Казахстане свыше 300 местонахождений ископаемых животных и ископаемых растений. Описано 17 типов беспозвоночных и около 600 видов позвоночных вымерших животных, выявлены важнейшие этапы их развития. Древнейшие ископаемые животные — гастроподы, моноплакофоры, хиолигельминты, а также конодонтоподобные остатки, обнаруженные в хребте Киши Каратау (Южный Казахстан), относятся к началу кембрия (около 600 млн. лет назад); на территории современного Южного и Центрального Казахстана доминировали трилобиты и брахиоподы, встречались конодонты, археоциаты. Близ хребта Каратау обнаружено уникальное местонахождение насекомых юрского периода. Остатки первых наземных четвероногих — примитивных покрытоголовых лягушкоящеров обнаружены в позднепалеозойских отложениях (вблизи города Алматы).

## Ископаемые растения
В Каратау (Южный Казахстан) в осадках юрского озера обнаружено множество отпечатков ископаемых растений. Богатые коллекции ископаемых растений сосредоточены в Музее природы АН Казахстана. Отпечатки листьев первобытных хвойных растений — кордаитовых — характерны для пермских отложений на территории Казахстана. Пальмы, каштано-дубы, лавровые свойственны эоцену, когда субтропики достигли широты современного города Павлодара. Болотный кипарис, метасеквойя, магнолии, каштаны, дубы характерны для отложений олигоцена на ныне пустынных территориях Жайсанской впадины, Торгайского прогиба, Северного Арала. Они близки современным растениям Юго-Восточной Азии. Жестколистные дубы, держи-дерево и другие представители древнесредиземноморской флоры характерны для неогена (флора Кушука в Центральном Казахстане), туранговые тополя, различные бобовые появились в позднем палеоген-неогене (Южный Казахстан). Классическим примером Торгайской флористической области кайнозоя является Ашутас в Жайсанской впадине.